# Indywidualne Mistrzostwa Wielkiej Brytanii na Żużlu 1974
Indywidualne mistrzostwa Wielkiej Brytanii na żużlu – cykl turniejów żużlowych mających wyłonić najlepszych żużlowców brytyjskich w 1974 roku. Tytuł wywalczył Eric Boocock z Halifax Dukes. 

## Wyniki

### Półfinał pierwszy
- 21 maja 1974 r. (wtorek),  Leicester

| Msc. | Zawodnik       | Klub             | Pkt |  |  |
| ---- | -------------- | ---------------- | --- |  |  |
| 1    | John Louis     | Ipswich Witches  | 14  |  |  |
| 2    | Peter Collins  | Belle Vue Aces   | 13  |  |  |
| 3    | Reg Wilson     | Sheffield Tigers | 12  |  |  |
| 4    | Bob Valentine  |                  | 10  |  |  |
| 5    | Barry Briggs   | Wimbledon Dons   | 9   |  |  |
| 6    | Martin Ashby   | Swindon Robins   | 9   |  |  |
| 7    | Ivan Mauger    | Exeter Falcons   | 9   |  |  |
| 8    | Billy Sanders  | Ipswich Witches  | 9   |  |  |
| 9    | Doug Wyer      | Sheffield Tigers | 7   |  |  |
| 10   | Chris Pusey    |                  | 6   |  |  |
| 11   | Phil Herne     |                  | 5   |  |  |
| 12   | Barry Crowson  |                  | 4   |  |  |
| 13   | George Hunter  |                  | 4   |  |  |
| 14   | Bob Kilby      | Swindon Robins   | 3   |  |  |
| 15   | Eric Broadbelt |                  | 3   |  |  |
| 16   | Arnold Haley   |                  | 2   |  |  |

Awans: 8 do finału

### Półfinał drugi
- 30 maja 1974 r. (czwartek),  Sheffield

| Msc. | Zawodnik        | Klub                   | Pkt |  |  |
| ---- | --------------- | ---------------------- | --- |  |  |
| 1    | Dave Jessup     |                        | 15  |  |  |
| 2    | Ray Wilson      | Leicester Lions        | 13  |  |  |
| 3    | Jim McMillan    |                        | 12  |  |  |
| 4    | Malcolm Simmons | King’s Lynn Stars      | 11  |  |  |
| 5    | John Boulger    | Cradley Heath Heathens | 10  |  |  |
| 6    | Terry Betts     | King’s Lynn Stars      | 10  |  |  |
| 7    | Eric Boocock    | Halifax Dukes          | 8   |  |  |
| 8    | Bobby Beaton    |                        | 8   |  |  |
| 9    | Barry Thomas    | Hackney Hawks          | 8   |  |  |
| 10   | Nigel Boocock   | Coventry Bees          | 8   |  |  |
| 11   | Rick France     |                        | 6   |  |  |
| 12   | Kevin Holden    |                        | 4   |  |  |
| 13   | Tony Davey      |                        | 3   |  |  |
| 14   | Phil Crump      | Newport Wasps          | 3   |  |  |
| 15   | Bruce Cribb     | Cradley Heath Heathens | 1   |  |  |
| 16   | Gordon Kennett  |                        | 0   |  |  |

Awans: 8 do finału

### Finał
- 12 czerwca 1974 r. (środa),  Coventry

| Msc. | Zawodnik        | Klub                   | Pkt |             |  |
| ---- | --------------- | ---------------------- | --- | ----------- |  |
| 1    | Eric Boocock    | Halifax Dukes          | 13  | (3,3,2,2,3) |  |
| 2    | Terry Betts     | King’s Lynn Stars      | 12  | (3,3,2,2,3) |  |
| 3    | Dave Jessup     |                        | 11  | (3,1,3,1,3) |  |
| 4    | John Boulger    | Cradley Heath Heathens | 10  | (2,3,3,2,0) |  |
| 5    | Ivan Mauger     | Exeter Falcons         | 9   | (2,d,3,3,1) |  |
| 6    | Nigel Boocock   | Coventry Bees          | 8   | (2,2,0,3,1) |  |
| 7    | Jim McMillan    |                        | 8   | (1,2,1,1,3) |  |
| 8    | Peter Collins   | Belle Vue Aces         | 8   | (0,3,2,0,3) |  |
| 9    | John Louis      | Ipswich Witches        | 8   | (0,0,3,3,2) |  |
| 10   | Ray Wilson      | Leicester Lions        | 7   | (1,2,t,3,1) |  |
| 11   | Barry Briggs    | Wimbledon Dons         | 6   | (0,1,1,2,2) |  |
| 12   | Billy Sanders   | Ipswich Witches        | 6   | (1,2,2,1,0) |  |
| 13   | Malcolm Simmons | King’s Lynn Stars      | 5   | (1,0,1,1,2) |  |
| 14   | Reg Wilson      | Sheffield Tigers       | 4   | (2,1,0,u,1) |  |
| 15   | Bob Valentine   |                        | 3   | (3,w,u,0)   |  |
| 16   | Martin Ashby    | Swindon Robins         | 2   | (0,1,1,0,0) |  |